# Kabotaža
Kabotaža je prijevoz putnika i/ili tereta između pojedinih mjesta na području jedne države. Pojam je isprva bio vezan uz pomorski prijevoz obalnim vodama, odnosno na prijevoz putnika i tereta brodom iz jedne u drugu luku iste države njezinim teritorijalnim morem i unutarnjim morskim vodama, a zatim se njegovo značenje proširio i u zračnom, željezničkom te cestovnom prijevozu.
Pojam kabotaža najčešće se koristi u kontekstu prava obavljanja kabotaže, odnosno prava obavljanja prijevoza putnika ili tereta na području jedne države. Države u pravilu dopuštaju obavljanje kabotaže na svom području jedino domaćim prijevoznicima, dok strani prijevoznici ne mogu ili pod vrlo restriktivnim uvjetima mogu obavljati prijevoz robe i putnika između dva mjesta na teritoriju strane države. To je jedan od oblika protekcionizma, a države ga obrazlažu vlastitim (gospodarskim) interesima i interesima javne sigurnosti. U Europskoj uniji dolazi do liberalizacije ovakvog režima, odnosno dopušteno prijevoznicima iz jedne države članice obavljanje kabotaže na području druge države članice najčešće pod istim uvjetima kao i domaćim prijevoznicima, dok se prijevoznici izvan EU smatraju stranim prijevoznicima.